# 교황 펠릭스 4세
교황 펠릭스 4세(라틴어: Felix PP. IV, 이탈리아어: Papa Felice IV)는 제60대 교황(재위: 526년 7월 13일 - 530년 9월 22일)이다. 사후 성인으로 시성되었으며, 축일은 9월 22일이다.
삼니움 태생으로 카스토리우스의 아들이다. 교황 요한 1세가 선종하자 동고트 왕국의 군주 테오도릭 대왕의 압력과 펠릭스 추기경의 지지를 받은 교황 선거인단의 추대로 교황으로 선출되어 즉위하였다. 이 일로 펠릭스 추기경이 테오도릭 대왕의 호감을 산 덕분에 교회에 많은 이익이 돌아갈 수 있었다.
펠릭스 4세는 요한 1세가 선종한 지 2개월 후에 교황으로 선출되었다. 펠릭스 4세가 즉위한 후 테오도릭 대왕이 사망하자 그의 손자 아탈라릭이 왕위를 계승하였다. 하지만 아탈라릭이 아직 연소하여 그의 어머니 아말라순타가 섭정을 하였다. 아말라순타는 교황은 물론 동로마 제국과도 좋은 관계를 맺었다. 펠릭스 4세가 있던 시기에 성직자들에 대한 재판은 교황이나 교황이 임명한 자만이 할 수 있다는 동로마 황제의 칙령이 반포되었다. 펠릭스 4세는 리에의 파우스토 주교의 요청을 받아들여 성경과 교부들의 가르침에서 발췌하여 은혜와 자유의지에 대한 교회의 가르침을 규정함으로써 반펠라기우스주의를 반대하였다. 이 규범들은 529년 제2차 오랑주 시노드에서 채택되고, 훗날 교황 보니파시오 2세가 승인하여 권위 있는 교과서가 되어 은총에 관한 논쟁을 효과적으로 종식시키는 결과를 가져왔다.
펠릭스 4세는 자신이 죽은 후에 교회에 분열이 생길 것을 우려하여 비공식적인 절차로 수석부제 보니파시오(훗날의 교황 보니파시오 2세)를 자신의 후임자로 미리 정하였다. 로마 원로원에서는 펠릭스 4세가 살아있는 동안 그리고 펠릭스 4세 사후 보니파시오가 교황직을 수락하기 전까지 교황 후임자에 대한 논의를 원천적으로 금지하였다. 로마 교구 사제들 가운데 다수는 펠릭스 4세의 뜻을 어기고 자체적으로 디오스코로를 차기 교황으로 지명하였지만, 기타 소수의 성직자들은 보니파시오를 지지하였다.
한편, 펠릭스 4세는 황제 포룸에 산티 코스마 에 다미아노 성당을 세우도록 지시하였다.

## 교황 대수 문제
교황들의 목록을 작성하며 같은 이름을 가진 교황들의 순번을 매기기 시작했을 때, 초창기에는 대립교황 펠릭스 2세도 펠릭스라는 이름을 사용한 교황들 중의 한 명으로 포함되었다. 그러한 이유로 사실상 합법적인 교황으로서 펠릭스라는 이름을 가진 두 번째 교황에게는 2세가 아닌 3세가 붙여졌으며, 세 번째 합법적인 교황에 해당하는 펠릭스에게는 3세가 아닌 4세가 붙여지게 되었다. 그러나 펠릭스 2세는 나중에 대립교황으로 지정되어 교황 목록에서 삭제되었다. 훗날 대립교황 펠릭스 5세 역시 교황 목록에서 삭제되면서, 펠릭스라는 이름을 사용한 교황들은 현재까지 총 네 명이 되었다.